# Павлівська сільська рада (Тальнівський район)
Па́влівська сільська́ ра́да — адміністративно-територіальна одиниця та орган місцевого самоврядування в Тальнівському районі Черкаської області. Адміністративний центр — село Павлівка Перша.

## Загальні відомості
- Населення ради: 676 осіб (станом на 2001 рік)

## Населені пункти
Сільській раді підпорядковані населені пункти:
- с. Павлівка Перша

## Склад ради
Рада складається з 12 депутатів та голови.
- Голова ради: Андріїшин Григорій Васильович
- Секретар ради: Метушевська Алла Миколаївна

### Керівний склад попередніх скликань
| Прізвище, ім'я, по батькові   | Основні відомості                                                         | Дата обрання | Дата звільнення |
| ----------------------------- | ------------------------------------------------------------------------- | ------------ | --------------- |
| Андріїшин Григорій Васильович | Сільський голова, 1951 року народження, освіта вища, безпартійний         | 26.03.2006   | 31.10.2010      |
| Андріїшин Григорій Васильович | Сільський голова, 1951 року народження, освіта вища, член Народної партії | 31.10.2010   |                 |

Примітка: таблиця складена за даними сайту Верховної Ради України

### Депутати
За результатами місцевих виборів 2010 року депутатами ради стали:

#### За суб'єктами висування
| Суб'єкт висування      | Кількість обраних депутатів | %    |
| ---------------------- | --------------------------- | ---- |
| Самовисування          | 7                           | 58,3 |
| Аграрна партія України | 2                           | 16,7 |
| Народна партія         | 2                           | 16,7 |
| Партія регіонів        | 1                           | 8,3  |

#### За округами
| № округу               | Прізвище, ім'я, по батькові  | Дата визнання обраним | Освіта             | Партійна приналежність       | Відомості про обраного депутата             |
| ---------------------- | ---------------------------- | --------------------- | ------------------ | ---------------------------- | ------------------------------------------- |
| Аграрна партія України |                              |                       |                    |                              |                                             |
| 6                      | Захарова Олена Василівна     | 02.11.2010            | середня спеціальна | член Аграрної партії України | тимчасово не працює                         |
| 7                      | Собран Інна Василівна        | 02.11.2010            | середня спеціальна | член Аграрної партії України | Павлівська с/рада, землевпорядник           |
| Народна Партія         |                              |                       |                    |                              |                                             |
| 2                      | Гриценко Надія Костянтинівна | 02.11.2010            | середня спеціальна | позапартійна                 | Павлівська с/рада, бухгалтер                |
| 5                      | Метушевська Алла Миколаївна  | 02.11.2010            | середня спеціальна | позапартійна                 | Павлівська с/рада, секретар                 |
| Партія регіонів        |                              |                       |                    |                              |                                             |
| 4                      | Тертишна Наталія Анатоліївна | 02.11.2010            | вища               | позапартійна                 | Павлівський НВК, вчитель                    |
| Самовисування          |                              |                       |                    |                              |                                             |
| 1                      | Рибак Наталія Григорівна     | 02.11.2010            | середня спеціальна | позапартійна                 | фермерське господарство «Дружба», бухгалтер |
| 3                      | Бондаренко Тетяна Дмитрівна  | 02.11.2010            | середня спеціальна | позапартійна                 | Павлівський НВК, вихователь                 |
| 8                      | Хоменко Сергій Леонідович    | 02.11.2010            | вища               | позапартійний                | тимчасово не працює                         |
| 9                      | Маслов Віталій Анатолійович  | 02.11.2010            | середня спеціальна | позапартійний                | фермерське господарство «Дружба», токар     |
| 10                     | Савченко Дмитро Миколайович  | 02.11.2010            | середня спеціальна | позапартійний                | фермерське господарство «Дружба», пасічник  |
| 11                     | Ціпов'яз Ольга Миколаївна    | 02.11.2010            | середня спеціальна | позапартійна                 | тимчасово не працює                         |
| 12                     | Овчарук Володимир Петрович   | 02.11.2010            | вища               | позапартійний                | ТОВ «Граніт-Тальне», комерційний директор   |